# Sonny Weems
Clarence "Sonny" Weems (West Memphis, Arkansas, 8 de julio de 1986) es un jugador de baloncesto estadounidense que actualmente forma parte de la plantilla del Guangdong Southern Tigers, y vetado para jugar en competiciones organizadas por la FIBA hasta 2021 por dopaje. Mide 1,98 metros de altura y juega en la posición de escolta, aunque también lo hace ocasionalmente como alero.

## Trayectoria deportiva

### Universidad
Comenzó su andadura universitaria en el junior college de Arkansas-Fort Smith, donde permaneció dos temporadas, donde fue considerado el número uno por la prestigiosa Rivals.com entre los jugadores de universidades pequeñas. En su primera temporada promedió 14,8 puntos, 5,0 rebotes, 2,0 asistencias y 2,0 robos de balón, siendo incluido en el mejor quinteto de la conferencia y en el tercer equipo All-American.
En su segunda temporada ayudó a su equipo con 15,6 puntos y 4,1 rebotes por partido a conseguir el título de la NJCAA, la asociación de junior colleges. Al término de la temporada fue transferido a la Universidad de Arkansas de la División I de la NCAA, jugando con los Razorbacks los dos años restantes. No notó apenas el paso a la primera categoría del baloncesto universitario estadounidense, ya que en su temporada júnior logró promediar 11,8 puntos, 4,8 rebotes, 2,1 asistencias y 1,3 robos de balón, siendo el segundo mejor de su equipo en anotación, rebotes y robos. Su mejor actuación la consiguió en su segundo partido con su nuevo equipo, ante Stephen F. Austin, consiguiendo 24 puntos, 11 rebotes y 4 asistencias. Ayudó a su equipo a clasificarse por segundo año consecutivo para el Torneo de la NCAA, donde cayeron eliminados en primera ronda ante Southern California.
En su última temporada promedió 15,0 puntos, 4,5 rebotes y 2,6 asistencias, logrando anotar 20 o más puntos en 10 partidos. Logró su único doble-doble ante Ole Miss, consiguiendo 22 puntos y 10 rebotes. LLevó a su equipo a su primera victoria en un Torneo de la NCAA en 9 años, ganando a Indiana en un partido en el que anotó 31 puntos, dejando a la estrella rival, Eric Gordon, en tan solo 8. Aunque su equipo perdió en segunda ronda, Weems disputó el concurso de mates de la Final Four, ganando el torneo. Fue elegido en el mejor quinteto de la Southeastern Conference por los entrenadores, y en el segundo por la prensa especializada. En sus dos años en la primera división del baloncesto universitario promedió 13,4 puntos, 4,7 rebotes y 2,3 asistencias por partido.

#### Estadísticas
| Año     | Equipo              | PJ | PT | TCC | TCI | %TC  | TLC | TLC | %TL  | 3PC | 3PI | %T3  | REB | ASIS | ROB | TAP | PTS | MEDIA |
| ------- | ------------------- | -- | -- | --- | --- | ---- | --- | --- | ---- | --- | --- | ---- | --- | ---- | --- | --- | --- | ----- |
| 2004-05 | Arkansas-Fort Smith | 28 | 0  | 0   | 0   |      | 72  | 90  | .800 | 0   | 0   | .000 | 0   | 56   | 0   | 0   | 415 | 14.8  |
| 2005-06 | Arkansas-Fort Smith | 36 | 0  | 218 | 465 | .469 | 99  | 142 | .697 | 0   | 0   | .000 | 157 | 77   | 22  | 27  | 560 | 15.6  |
| Total   | Total               | 64 | 0  | 0   | 0   | '    | 171 | 232 | .737 | 0   | 0   | .000 | 0   | 133  | 0   | 0   | 975 | 15.2  |
| 2006-07 | Arkansas            | 35 | 32 | 161 | 332 | .485 | 51  | 70  | .729 | 39  | 108 | .361 | 167 | 73   | 45  | 15  | 412 | 11.8  |
| 2007-08 | Arkansas            | 34 | 34 | 197 | 425 | .464 | 61  | 76  | .803 | 54  | 146 | .370 | 152 | 89   | 45  | 8   | 509 | 15.0  |
| Total   | Total               | 69 | 66 | 358 | 757 | .473 | 112 | 146 | .767 | 93  | 254 | .366 | 319 | 162  | 90  | 23  | 921 | 13.3  |

### Profesional
Fue elegido en el puesto trigésimo noveno de la segunda ronda del Draft de la NBA de 2008 por Chicago Bulls, siendo inmediatamente traspasados sus derechos a Denver Nuggets. Participó en la Liga de Verano que se desarrolló en Las Vegas, promediando 9,2 puntos y 3,0 rebotes en los 5 partidos que disputó. El 15 de septiembre del mismo año firmó contrato con los Nuggets.
En julio de 2009 fue traspasado a Milwaukee Bucks junto con Walter Sharpe a cambio de Malik Allen.
El 18 de agosto de 2009, Weems fue traspasado a Toronto Raptors junto con Amir Johnson a cambio de Carlos Delfino y Roko Ukić.
En 2012, tras jugar una temporada en el Ẑalgiris Kaunas, es fichado por el CSKA Moscú para ser el suplente del serbio Miloš Teodosić, aunque poco a poco se ha ido ganando su sitio en el quinteto titular. Esta situación también se ve favorecida por la mala relación entre el base serbio y el entrenador del CSKA Moscú, Ettore Messina.
[actualizar]

## Estadísticas de su carrera en la NBA

### Temporada regular
| Año     | Equipo       | PJ  | PT | MPP  | %TC  | %3P  | %TL  | RPP | APP | ROB | TPP | PPP |
| ------- | ------------ | --- | -- | ---- | ---- | ---- | ---- | --- | --- | --- | --- | --- |
| 2008-09 | Denver       | 12  | 0  | 4.6  | .320 | .000 | .375 | .3  | .3  | .1  | .0  | 1.6 |
| 2009-10 | Toronto      | 69  | 19 | 19.8 | .515 | .133 | .688 | 2.8 | 1.5 | .6  | .4  | 7.5 |
| 2010-11 | Toronto      | 59  | 28 | 23.9 | .444 | .279 | .766 | 2.6 | 1.8 | .6  | .0  | 9.2 |
| 2015-16 | Phoenix      | 36  | 0  | 11.7 | .393 | .406 | .538 | 1.1 | 1.3 | .3  | .0  | 2.5 |
| 2015-16 | Philadelphia | 7   | 0  | 11.1 | .333 | .222 | .500 | 1.7 | .3  | .0  | .0  | 2.4 |
| Total   | Total        | 183 | 47 | 18.2 | .465 | .283 | .702 | 2.2 | 1.4 | .5  | .2  | 6.5 |